# Dysplasie cléidocrânienne
La dysplasie cléidocrânienne ou dysostose cléido-crânienne est une maladie constitutionnelle de l'os associant un retard de la fermeture des fontanelles du crâne, une aplasie des clavicules et des anomalies de la denture. Les manifestations de cette maladie sont très variables au sein d'une même famille.
La caractéristique la plus évidente de cette maladie est l'absence de fermeture de la fontanelle antérieure qui reste donc ouverte durant la vie du sujet. Les autres signes sont une hypoplasie de la moitié inférieure du visage; des anomalies de la dentition comprenant un retard de la denture définitive, une absence de la disparition de la denture primaire entraînant des troubles de l'occlusion dentaire; une hypoplasie ou une aplasie des clavicules entraînant une réduction de la distance entre les deux acromions avec possibilité de faire toucher les deux épaules au niveau de la ligne médiane de l'individu et des anomalies des mains à type de brachydactylie ou de pouces larges.
Les autres signes de la maladie sont une taille inférieure et des anomalies orthopédiques comme les pieds plats, un genu valgum et une scoliose. Des infections des voies aériennes supérieures et des oreilles sont habituelles.
Cette maladie résulte d'une mutation du facteur de transcription RUNX2 (Runt-related transcription factor 2) des cellules bordantes de l'os. Cette mutation aboutit à l'ouverture des os frontaux et pariétaux.

## Sources[1]
- (en) Roberto Mendoza-Londono, Brendan Lee, Cleidocranial Dysplasia In: GeneReviews at GeneTests: Médical Genetics Information Resource (database online). Copyright, University of Washington, Seattle. 1997-2005. .